# Еліґій Нуайонський
Еліґій Нуайонський або Святий Еліґій (лат. Eligius, фр. Éloi, Eloy, Loye, 588, Франція — 1 грудня 660, Нуайон, Франція) — єпископ Нуайона (641—660), святий римо-католицької церкви. Еліґій був, згідно з легендою, спочатку успішним ковалем, потім золотарем при дворі королів Меровінгів і, нарешті, священиком і єпископом. День пам'яті в католицькій церкві — 1 грудня.

## Біографія
Еліґій народився в обійсті Шаптель, що за 9 кілометрів на північ від Ліможа, в Аквітанії (нині Франція), в освіченій і впливовій галло-римській родині. Його батько, побачивши в сина незвичний талант, відправив його навчатися ювелірній справі до ювеліра Аббона, майстра монетного двору в Ліможі.
Пізніше сім’я перебралася до Нейстрії. Тут хлопець влаштувався працювати помічником майстра і скарбника королівського двору Боббо, за рекомендацією якого Хлотар II, король франків, доручив йому зробити золотий трон, прикрашений дорогоцінним камінням. На службі в короля Еліґій показав себе як талановитий і чесний майстер, сповнений Божого страху — ніхто не міг звинуватити Еліґія в шахрайстві з коштовними матеріалами. Після чого Хлотар II призначив його королівським ювеліром і майстром монетного двору в Марселі, а згодом — фінансовим розпорядником королівського двору.
Після смерті Хлотара в 629 році, Дагоберт I призначив Еліґія, друга свого батька, своїм головним радником. Репутація Еліґія швидко поширювалася до такої міри, що посли спочатку шукали Еліґія за порадою і віддали йому шану перед тим, як піти до короля. Еліґій виконував дипломатичні функції при відносинах між франками і бретонцями. При Дагоберті Еліґій був також ювеліром і скарбником королівського двору. Попри добру платню, Еліґій не прагнув до розкоші. Приділяв чимало часу благодійної діяльності, допоміг у будівництві двох монастирів, лікарень. Зі своїх статків помагав нужденним. Еліґій покинув служіння при королівському дворі та вступив до монастиря.

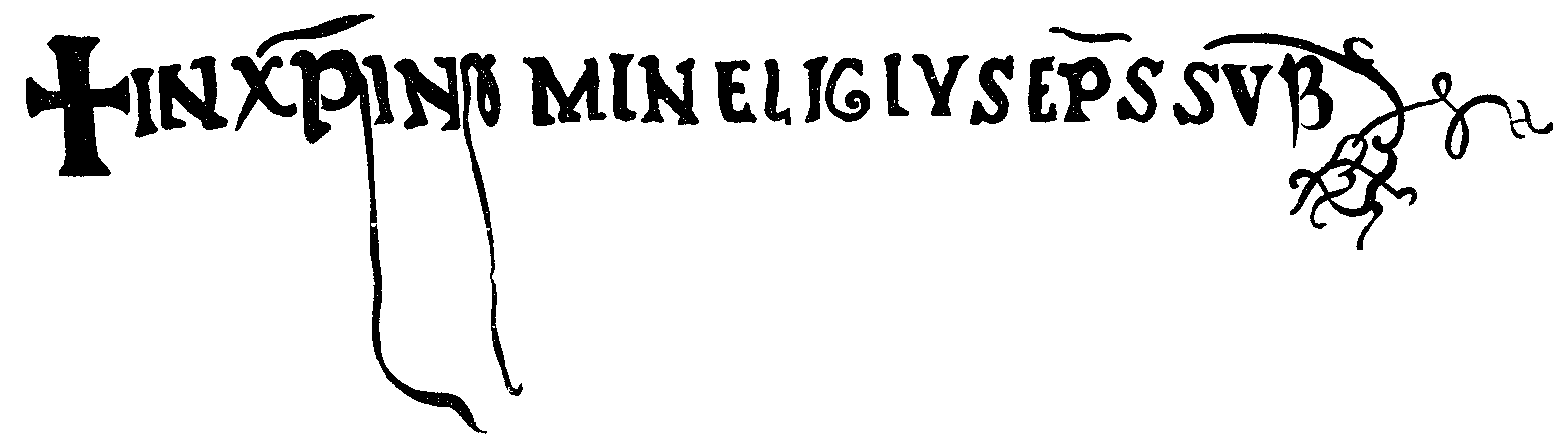
Підпис св. Еліґія (Eligius), фінансиста і міністра Дагоберта І ; зі Статуту про заснування абатства Соліньяк (Mabillon, Da Re Diplomatica).

Після смерті Дагоберта I (639) королева Нантільда посіла трон, оскільки король Хлодвіг II був ще дитиною. Під час цього регентства Еліґій розпочав кампанію проти симонії в церкві.
Після смерті Акарія, єпископа Нуайону і Турне, Еліґій був призначений його наступником з одностайним схваленням духовенства та народу. 13 травня 641 року Еліґій був висвячений в сан єпископа. «Отож, мимоволі, золотар був пострижений і став опікуном міст або муніципалітетів графства Вермандуа, до яких належать столиця, Турне, який колись був королівським містом, та Нойон, Гент і Кортрейк з Фландрії».
У своїй пастирській діяльності займався проповідницькою діяльністю серед місцевих язичників. Присвятив багато років поширенню християнства в Нідерландах та Фландрії, заснував нові монастирі і будував церкви. Його молитвами був врятований від пожежі храм святого Марціала та сталося чудо зцілення паралітика. Святий Еліґій залишив гомілії на тему Останнього суду та проповіді.
Еліґій помер 1 грудня 660 року. У 667 році мощі Еліґія були поміщені в кафедральному соборі Нуайона його наступником святим Момеленом.

## Покровитель
Св. Еліґій є святим покровителем деяких металообробних професій: золотарів і сріблярів, карбувальників, зброярів, граверів, слюсарів, ковалів, ливарників, майстрів монетного двору, годинникарів, а також нумізматів і колекціонерів монет. Хоча англійські металообробники прийняли як свого покровителя св. Дунстана. 
Він є також покровителем інших професій: землеробів, фермерів, майстрів карет, виробників ламп, шахтарів, слуг, кучерів, торговців кіньми, сідлярів, ветеринарів.
Св. Еліґій також є покровителем великої рогатої худоби та коней (з 17 століття); міста Болоньї.
Щорічно, 9 грудня, в соборі Нотр-Дам де Парі відбувається служба Божа для членів Братства св. Еліґія. Це успадковано від традиції Травневого приношення, як правило, релігійного живопису, зробленого для Собору між 1630 і 1707 рр. паризькими золотарями. Традицію було відроджено в 1953 році паризькими золотарями, які утримують вівтар, розп'яття над ним та статую святого.
Ім’я Еліґія носить нагорода Німецького нумізматичного товариства (нім. Eligiuspreis).

## Легенда про підковування коня
Існує легенда, що св. Еліґій вирішив підкувати норовливого коня, яким опанував диявол. Відрізавши коневі ногу, щоб було зручніше підковувати, майстер підбив підкову, а потім дивним чином «приростив» ногу назад.

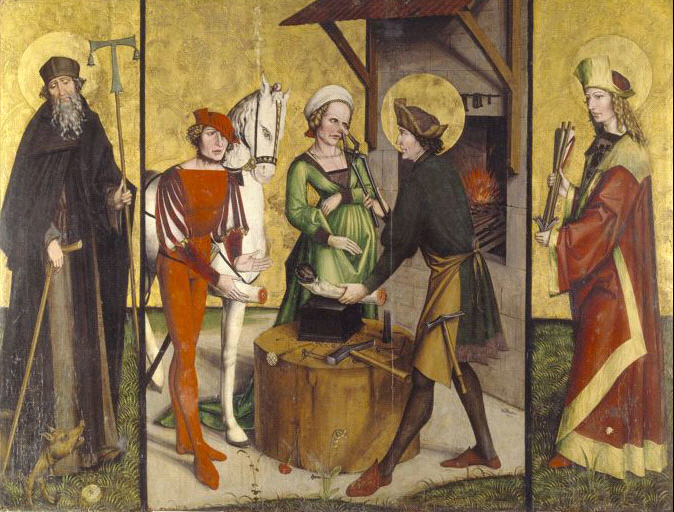
Ганс Лей Старший : Еліґій (посередині).

Легенда зображена в різьбленні Парафіяльної церкви м. Вінкантон, Англія, церкві с. Слептон в Нортхемптонширі, Англія, на гобелені в старовинному хоспісі (Готель Дьє) в м. Бон, Франція, на фресці в соборі м. Орхус, Данія, а також на полотні, яке приписується живописцю XIV-го століття, Ніколо ді П'єтро Джеріні, в музеї дю Петі Пале в м. Авіньйон, Франція. Картина була вилучена у австрійського колекціонера німцями під час Другої світової війни, і була повернена спадкоємцям первісних власників у березні 2013 року французьким Міністерством культури.

## В мистецтві
Часто зустрічається на картинах художників болонської школи, будучи покровителем м. Болонья. Зображується в єпископському вбранні, але частіше — за роботою з коштовним матеріалом, або як карбувальник (в шапочці, з шкіряним фартухом). Атрибути - знаряддя праці ювеліра: молоток, щипці, ковадло, міхи. Якщо твір замовлено гільдіями, патроном яких він був, може бути зображений за гравіруванням чаші або підносячи королю золоту раку.

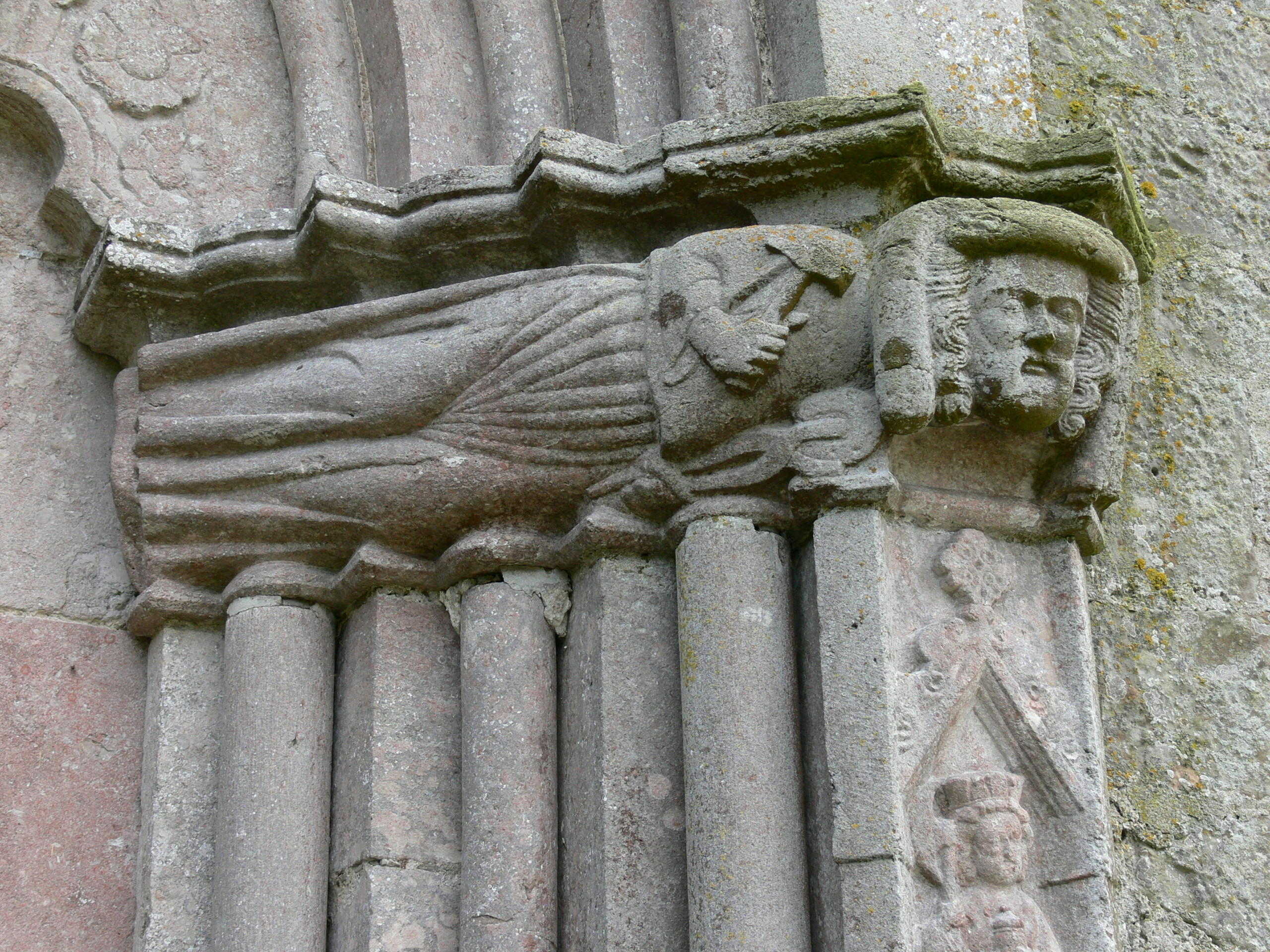
Св. Еліґій з атрибутами - молотком, кліщами та підковою (XIV ст.) на порталі церкви Ойа (Öja kyrka, о. Готланд, Швеція).

Можуть зображуватися епізоди з життя:
- підковує відрізану ногу коня;
- перемагає Сатану - тримає його за ніс кліщами.

### Зображення св. Еліґія на печатці Львівського цеху золотарів

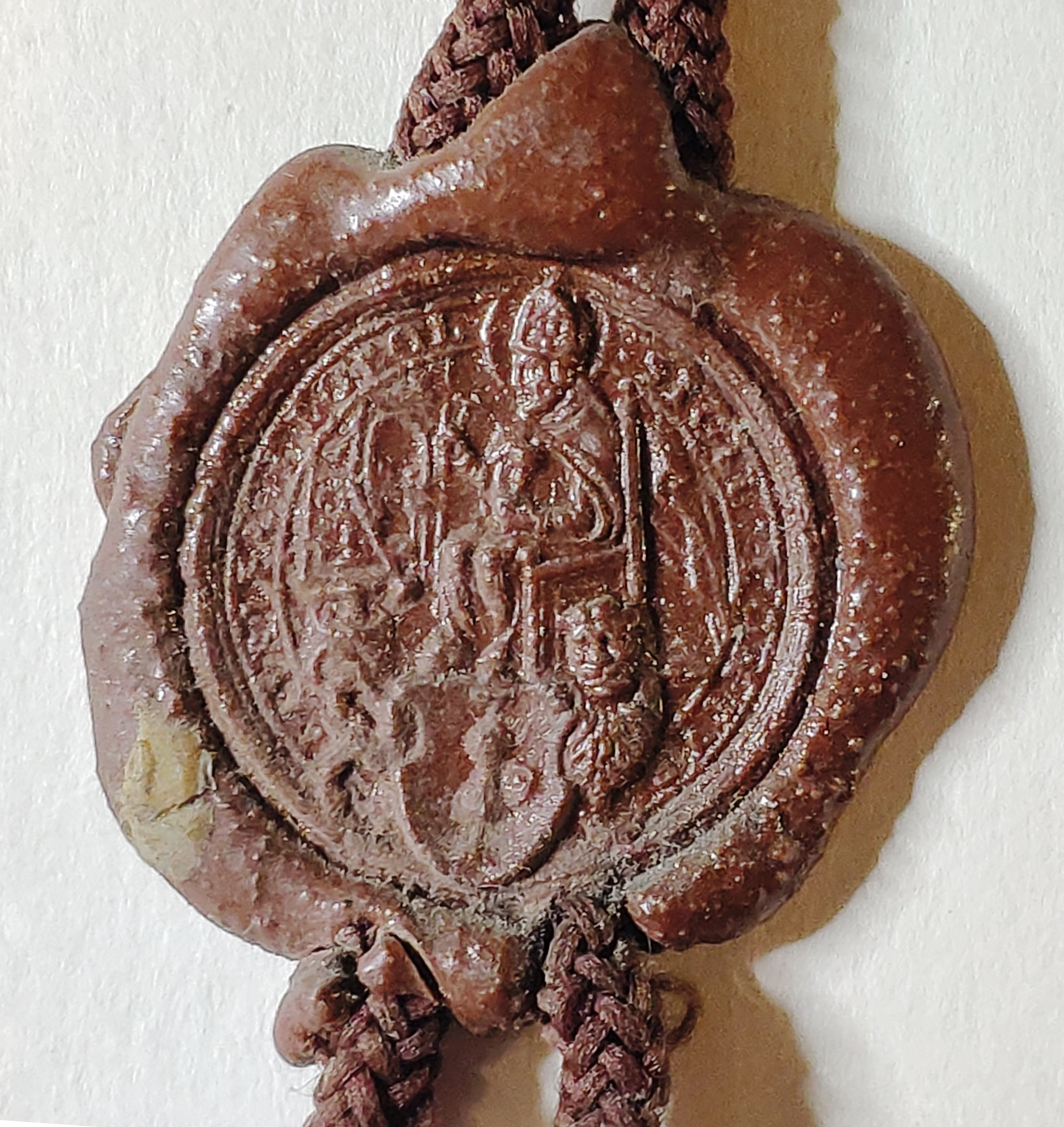
Печатка львівського цеху золотарів. Львівський історичний музей

У Львівському історичному музеї  зберігається печатка львівського золотарського цеху. Печатка круглої форми (d 30 мм), виготовлена зі срібла, насаджена на дерев’яне точене руків’я. У центрі печатки зображений патрон цеху Св. Еліґій у єпископських шатах що сидить на троні. У правій руці святий тримає молоточок, а у лівій – келих. Перед Св. Еліґієм стоїть шперак (спеціальне ковадло) в пеньку. За ним — стіл з інструментами та виробами, під стіною — горно. На передньому плані, унизу печатки, за фігурним картушем із зображенням подвійного кубка, зображений крокуючий лев. По краю кола розташовано напис латиною із скороченням слів «: SIGIL : CONTUB : AURIFA : LEOPOL» (печатка львівського цеху золотарів). Печатка, ймовірно, була виготовлена з нагоди затвердження статуту вже самостійного цеху львівських ювелірів у 1600 році, або невдовзі після цього, після виокремлення від цеху малярів, конвісарів і гарматників.

### Зображення св. Еліґія на печатці Ужгородського цеху золотарів
На печатці цеху золотарів м. Ужгорода теж зображена в центрі постать св. Еліґія в образі ремісника, який сидячи працює над виготовленням келиха. В лівій руці тримає молоток, у правій - заготовку для келиха, що розміщується на ковадлі. Навколо напис: "+ SIGILYM + CEH + AVRIFABRORVM + DE UNG + 1666."

### В кіно
- Дагобер / Le bon roi Dagobert (Франція, Італія; 1984) режисер Діно Різі, у ролі святого Еліґія — Мікаель Лонсдаль.